# Pont de Cumières
Le pont de Cumières est un pont enjambant la Marne et qui relie le village de Cumières à Épernay.
Le pont actuel, construit entre 1947 et 1949, mesure 73 m de longueur et 9.5 m de largeur.

## Situation et accès
Le pont est sur le tracé de la D301. Sur la rive droite, se trouve Cumières et sur la rive gauche se trouve la route menant vers Épernay.

## Caractéristiques
Long de 73 m, son unique travée permet de ne pas gêner la circulation fluviale.
- Type de pont : Pont en arc
- Construction du pont actuel : 1947 - 1949
- Matériaux : Béton armé
- Longueur totale : 73 m
- Largeur totale : 9.5 m

## Historique
En novembre 1832, la commune de Cumières aimerait un pont sur la Marne pour être reliée à Épernay, étant donné qu'un pont venait d'être construit à Dormans. Il y avait à l'époque seulement un bac faisant la liaison sur la Marne.
Le 7 septembre 1868, un décret impérial est publié pour la construction d'un pont à Cumières. Mais le projet fut mis en suspens à cause de la guerre de 1870.
C'est en 1872 que le pont est enfin construit. Il est étroit, 4 m environ, plus les trottoirs, mais la circulation de l'époque n'en demandait pas plus. Il est composé de trois arches reposant sur deux piles au milieu de la rivière.

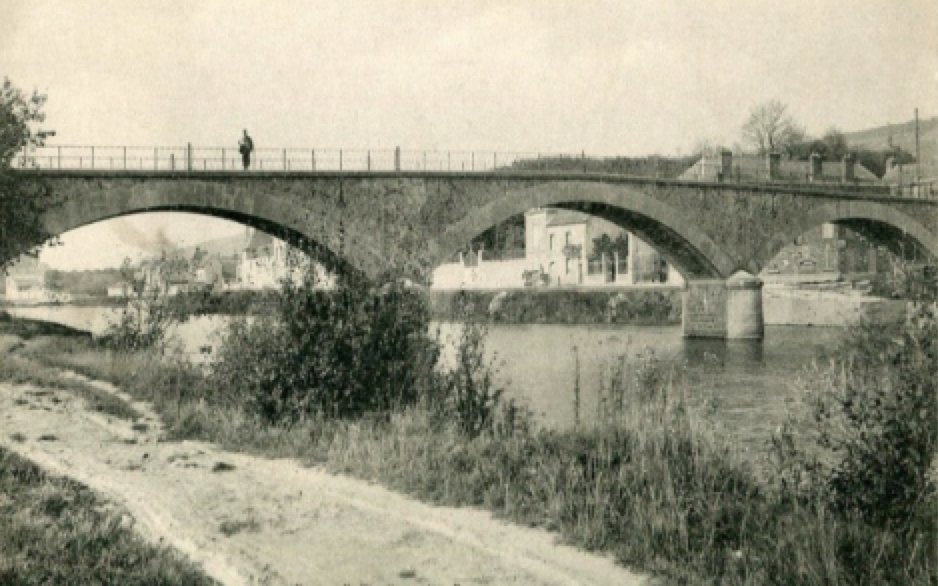
Photographie du pont de Cumières aux alentours de 1913.

En 1914, pendant la Première Guerre mondiale, le pont est détruit le 11 septembre. Il est reconstruit provisoirement en 1920 permettant la circulation vers Épernay. Il s'agissait d'un pont suspendu par le milieu par de grands câbles d'acier. C'était un pont fragile qui ne pouvait pas durer longtemps.
En 1924, la construction d'un nouvel ouvrage est entreprise. Ce sera cette fois, un pont moderne. Il est suspendu par des tirants accrochés à une arche en ciment armé qui enjambe toute la largeur de la Marne et qui repose sur des blocs de béton à 6 mètres de profondeur. C'est le 30 août 1925 que l’inauguration officielle du pont est effectuée. Pierre Laval, Ministre des travaux publics, Jammy Schmidt, sous-secrétaire d’État aux régions libérées, monsieur Bourguignon, représentant le président du Conseil, Roger Langeron, préfet de la Marne, ainsi que les parlementaires locaux y sont présents.
Le 10 mai 1940, lors de la Seconde Guerre mondiale, le pont est une nouvelle fois détruit à l'aide d'explosifs afin de ralentir la progression fulgurante des Allemands. Un bac est remis en service à 100 mètres en aval des ruines de l’édifice, et va fonctionner jusqu’en 1945.
Après la guerre, en août 1947, la construction du pont actuel est lancée. L'architecte chargé du projet est Albert Caquot. L'édifice est un pont en arc en béton armé mesurant 73 m entre les deux blocs d'appui. La hauteur au point central est de 8 m au-dessus de la Marne. La chaussée fait 6 m de largeur avec deux trottoirs de 1 m chacun. L’inauguration de ce nouveau pont a lieu le 28 mai 1949 en présence des autorités départementales, du Conseil municipal de l’époque, et de l’architecte. 